# Sayuri Katayama
Sayuri Katayama (Saga, 3 de Julho de 1979) é uma atriz e cantora japonesa, mais conhecida por interpretar Seiya Kou/Sailor Star Fighter na série de musicais Sera Myu.
Sayuri estrelou Sera Myu entre 1996 a 1998, sendo Summer Special Musical Bishoujo Senshi Sailor Moon Sailor Stars o primeiro musical de que participou.
Sua última aparição foi no último musical do primeiro estágio, Eien Densetsu (Kaiteiban) - The Final First Stage.